# 雞肉絲菇
雞㙡菌（学名：Macrolepiota albuminosa），也称作雞肉絲菇、雞菌、鸡𭎂、斗鸡菇等，分布於亞洲，屬蘑菇科一種。另外，該種野菇也是土棲共生的中大型菇類，可供食用並可製藥。蚁巢伞，顾名思义是生长在白蚁巢上的蘑菇，但不是所有白蚁巢上都能生长，只有大白蚁亚科的蚁巢上才能长出蚁巢伞，其中黑翅土白蟻是台灣唯一會栽培雞肉絲菇的白蟻類群，並以其孢子球（裏面含有高氮物質）爲食。黑翅土白蟻會建造菌圃，即真菌花園，培養雞肉絲菇，黑翅土白蟻因無法完全消化植物組織故而需藉由攝入含有雞肉絲菇無性孢子的老舊菌圃協助其消化，同時會不斷於菌圃上層更新雞肉絲菇生長所需的介質並提供良好的環境使其得以延續，這種相互給予利益的關係使得兩個不同的物種得以共存。

## 名稱
雞㙡菌有許多其他名稱，如雞肉絲菇、雞菌、鸡𭎂、斗鸡菇、雷公菇、蟻茸、蟻巢傘、鸡𭎂菜、鸡脚蘑菇、三坛菇、蟻㙡。簡體中文使用電腦排版時有因字庫沒有而使用「枞」（樅）字代替的情況，出現了誤名“鸡枞菌”。

## 互利共生關係
黑翅土白蟻本身對植物的分解的能力是有限的，多半需仰賴雞肉絲菇所分泌的酶才可以進行良好的分解作用。在職蟻的肚子中可發現雞肉絲菇的無性孢子，可以作為佐證。而白蟻會藉由農耕雞肉絲菇來抑制其他真菌的生長，幫助雞肉絲菇取得優勢。白蟻如果長時間缺乏雞肉絲菇提供的「含氮量較多的養分」，整巢的白蟻會漸漸因營養不良而死亡。然而雞肉絲菇若是缺乏白蟻的照料，也會因為本身競爭不過其它真菌而死亡。

## 特徵
外型呈現傘狀，中央傘尖突起堅硬，傘面灰色至褐色，呈輻射狀，白色菌肉。結構結實，像雞肉絲一般。菌柄在地下的部份很長，延伸至白蟻巢。多半出現於大雨過後的一兩天的草地和灌木附近。在台灣主要出現於春季至夏季。

## 用途
可食用，為山產中的珍味。在中國早期曾被當作高級的伴手禮。可藥用，作為保健用途。

## 與其他真菌之關係
老舊的白蟻巢及被人挖出的白蟻巢上會迅速長出炭角菌屬（Xylaria sp.）之真菌，並會快速蓋過雞肉絲菇菌絲，有文獻指出這種菌是一開始就存在白蟻巢的，但其與雞肉絲菇和白蟻的關係還不算很清楚。

## 備註
1. ↑  詳見名稱一節。
2. ↑  㙡的類推簡化字，2017年發佈於Unicode的中日韓統一表意文字擴展區F。